# Palazzo Bruca
Il Palazzo Scammacca della Bruca è un antico palazzo di Catania, ubicato nel centro storico in Via Vittorio Emanuele II 201, a 200 m da piazza del Duomo. 

## Storia
Edificato nel Settecento e appartenuto ai principi Scammacca della Bruca, racchiude al suo interno un magnifico cortile, con una fontana neoclassica raffigurante Nettuno, mentre una loggetta sorretta da colonne in stile ionico dà accesso allo spazio interno. 
Fino al gennaio 2011 il palazzo storico è stato sede del Museo del Giocattolo.